# 2012 KT42
2012 KT42 − odkryta w maju 2012 planetoida z grupy Apolla należąca do obiektów bliskich Ziemi, jej średnica wynosi około 3–10 metrów. Planetoida została odkryta w ramach programu Catalina Sky Survey.
29 maja o godzinie 7:07 GMT planetoida przeleciała w odległości zaledwie 14 400 kilometrów od Ziemi. Był to jak do tej pory szósty najbliższy przelot jakiejkolwiek planetoidy w pobliżu Ziemi.
Obiekt nie stanowi żadnego zagrożenia dla Ziemi; w przypadku jego wejścia w atmosferę spaliłby się w niej prawie całkowicie przed dotarciem do powierzchni Ziemi. Podobnej wielkości obiekt znany jako meteoryt z Sutter’s Mill wszedł w atmosferę Ziemi 22 kwietnia, na powierzchnię spadły tylko niewielkie jego fragmenty ważące zazwyczaj kilka do kilkunastu gramów.